# 伊屠於閭鞮単于
伊屠於閭鞮単于（いとおりょていぜんう、拼音：Yītúwūlǘdīchányú, ? - 88年）は、中国後漢時代の南匈奴の単于。伊伐於慮鞮単于の子。伊屠於閭鞮単于というのは称号で、姓は虚連題氏、名は宣という。

## 生涯
伊伐於慮鞮単于の子として生まれる。
元和2年（85年）、湖邪尸逐侯鞮単于が薨去すると、宣が伊屠於閭鞮単于として即位した。この年、単于宣は千余人の兵を遣わして猟をし、涿邪山に至ったところで、北匈奴の温禺犢王と遭遇した。そこで戦闘になり、温禺犢王の首を取って還った。漢の朝廷はこの功績をはかり賞を受けさせた。そこでまた単于宣は薁鞬日逐王の師子（亭独尸逐侯鞮単于）に命じて軽騎数千を率いて長城を出て北匈奴を急襲させ、千人を斬首または捕虜とした。北匈奴の民衆は、南匈奴が漢に厚遇されていると聞くと、年に数千人ずつ来降するようになった。
章和元年（87年）、鮮卑が北匈奴の左地（東部）に入って北匈奴を撃って大破させ、優留単于を斬り、匈奴の皮を取って還った。北匈奴の単于庭（本拠地）は大いに乱れ、屈蘭・儲卑・胡都須ら58部の20万人、精兵8千人が雲中郡・五原郡・朔方郡・北地郡に来降した。
章和2年（88年）に薨去し、従弟の屯屠何（休蘭尸逐侯鞮単于）が立った。

## 参考資料
- 『後漢書』（南匈奴列伝）